# Anfiteatro de Segóbriga
El anfiteatro de Segóbriga fue construido en la ciudad romana de Segóbriga, conquistada por estos mismos en el siglo II a. C. y que en tiempos de Augusto, alrededor del 12 a. C., dejó de ser ciudad estipendaria, que pagaba tributo a Roma, y se convirtió en municipium. La ciudad formó parte de la capital de la provincia romana de Hispania Citerior Tarraconensis. Actualmente, sus restos están situados en la población de Saelices, en la provincia de Cuenca (Castilla-La Mancha). Como parte de la zona arqueológica de Segóbriga, es Bien de Interés Cultural.

## Historia
El anfiteatro, construido entre los siglos I y II d. C., estaba situado frente al teatro y era el mayor edificio de los que se construyeron en la ciudad de Segóbriga. Estaba destinado a las luchas entre gladiadores, entre fieras o entre hombres y fieras, las denominadas venationes.
Su buena conservación, a pesar de haber sufrido el expolio de algunas piezas de granito y/o mármoles y otros materiales ricos utilizados para embellecer la construcción, se debe a que durante siglos los restos fueron utilizados como granero y corral para animales.

## Características
Tenía capacidad para acoger a 5500 espectadores, aproximadamente. Tiene una forma elíptica irregular, con una longitud de 75 metros de largo y la arena medía 40 x 34 m. La arena limitaba con las gradas mediante un podium,
mientras que un pasillo cubierto unía las puertas y las habitaciones para las fieras que eran destinadas a la realización de espectáculos.